# Ceramologia
Ceramologia – dyscyplina badająca obiekty z dziedziny ceramiki: płytki ceramiczne, majolikę, terakotę, garnki, cegły, dachówki, potłuczone kawałki ceramiki itp. 
Dziedzina ta zajmuje się badaniem technik wytwarzania i produkcji, obróbki powierzchniowej, oraz elementy dekoracji takie jak stemplowanie, nacinanie, grawerowanie, malowanie. Naukowcy zajmujący się ceramologią w pracy badawczej stosują techniki archeologiczne, biorąc udział w wyprawach archeologicznych i badając ślady starożytnych cywilizacji.